# Кулманы
Кулма́ны — деревня в Шегарском районе Томской области. Входит в состав Побединского сельского поселения.

## История
Деревня Калманаково Обско-Тутальской волости упоминается в исповедальных росписях 1787 и 1788 гг. Количество человек перечисленных в исповедальных росписях 1787 года — 151 человек, 1788 года — 150 человек.
Упоминается в Списке населенных мест Томской губернии по сведениям 1859 г. как инородческие юрты Калманаковы. Численность населения на 1859 г. — 241 человек.
В 1897 г. — 53 хозяйства, население: 332 чел., из них 308 карагасов, 22 русских и 1 селькупка.
В 1926 году деревня состояла из 18 хозяйств, основное население — карагасы. В составе Поздняковского сельсовета Шегарского района Томского округа Сибирского края.

## Население
| 1920 | 1926 | 2002 | 2010 | 2012 | 2013 | 2014 |
| ---- | ---- | ---- | ---- | ---- | ---- | ---- |
| 357  | ↘96  | ↘73  | ↘34  | ↘31  | ↘29  | ↗31  |
| 2015 | 2021 |      |      |      |      |      |
| ↘30  | ↘26  |      |      |      |      |      |